# Nidularium jonesianum
Nidularium jonesianum är en gräsväxtart som beskrevs av Elton Martinez Carvalho Leme. Nidularium jonesianum ingår i släktet Nidularium och familjen Bromeliaceae. Inga underarter finns listade i Catalogue of Life.